# Världsmästerskapet i fotboll för klubblag
Världsmästerskapet för klubblag är en fotbollsturnering för herrar som organiseras av världsorganisationen Fifa. Det involverar klubblag från varje konfederation.
Vinnaren av den kontinentalt främsta tävlingen från Afrika (Caf), Asien (AFC), Europa (Uefa), Nordamerika (Concacaf), Oceanien (OFC) och Sydamerika (Conmebol), samt värdnationens nationella mästare deltar i tävlingen. År 2005 ersatte det Interkontinentala cupen.
2025 års upplaga markerar startskottet på det nya fyraårsintervallet och det nya formatet med 32 lag.

## Historia
Den första turneringen spelades i Rio de Janeiro och São Paulo i Brasilien år 2000 med 8 deltagande klubbar. Turneringen låg därefter i dvala för att återuppstå 2005, då den ersatte Interkontinentala cupen.
Tävlingen görs om till 2025 års upplaga, vilket markerar startskottet på det nya fyraårsintervallet för tävlingen.

## Format
Värdlandets lag kvalar mot laget från Oceanien om en kvartsfinalplats. Klubbarna från Afrika, Asien och Nordamerika inleder sitt deltagande i kvartsfinalspelet, medan lagen från Europa och Sydamerika går direkt in i semifinalerna.
Enkelmöten spelas, med förlängning och straffsparkar om nödvändigt. Match om tredjeplats spelas.

## Utökning
I mars 2019 tillkännagav Fifa planer på en utökad turnering med 24 lag, med premiär sommaren 2021. Den första upplagan, som var planerad att spelas i Kina, ställdes in på grund av Covid-19-pandemin.
I december 2022 tillkännagav Fifa ett utökat klubblags-VM med 32 lag, med premiär i juni 2025. I mars 2023 tillkännagav Fifa att det gamla mästerskapets plats kommer från 2024 att tas av en ny, liknande, årlig tävling. I juni 2023 meddelade Fifa att USA arrangerar den första upplagan av 32-lagstävlingen i juni–juli 2025.
I december 2023 tillkännagav Fifa detaljer om den nya tävlingen samt det nya officiella namnet Mundial de Clubes FIFA (portugisiska och spanska; ersätter engelska FIFA Club World Cup). Tävlingen kommer att spelas vart fjärde år och bestå av 32 lag, varav 4 från Afrika, 4 från Asien, 12 från Europa, 4 från Nordamerika, 1 från Oceanien, 6 från Sydamerika, samt 1 från värdnationen, som delas upp i 8 grupper à 4 lag. I gruppspelsfasen spelar alla lag en match mot varandra, varpå de två bäst placerade lagen i varje grupp går vidare till slutspelsfasen som inleds med åttondelsfinaler. I slutspelsfasen spelas direkt avgörande enkelmöten tills att en vinnare koras. Ingen match om tredjeplats spelas.
Samtidigt tillkännagav Fifa att den nya interkontinentalcupen (officiellt Coupe Intercontinentale de la FIFA (franska); engelska: FIFA Intercontinental Cup) kommer att ta det forna mästerskapets plats som årlig tävling mellan konfederationernas mästare. Formatet liknar det föregående, fast med några justeringar.

## Turneringarna
| År   | Värdnation            | Final                                                                  | Final                                                                  | Final                                                                  | Match om tredjepris                                                    | Match om tredjepris                                                    | Match om tredjepris                                                    |
| År   | Värdnation            | Vinnare                                                                | Resultat                                                               | Tvåa                                                                   | Trea                                                                   | Resultat                                                               | Fyra                                                                   |
| ---- | --------------------- | ---------------------------------------------------------------------- | ---------------------------------------------------------------------- | ---------------------------------------------------------------------- | ---------------------------------------------------------------------- | ---------------------------------------------------------------------- | ---------------------------------------------------------------------- |
| 2000 | Brasilien             | Corinthians                                                            | 0 – 0 (4–3 str.)                                                       | Vasco da Gama                                                          | Necaxa                                                                 | 1 – 1 (4–3 str.)                                                       | Real Madrid                                                            |
| 2001 | Spanien               | Turneringen inställd efter problem med marknadsansvariga företaget ISL | Turneringen inställd efter problem med marknadsansvariga företaget ISL | Turneringen inställd efter problem med marknadsansvariga företaget ISL | Turneringen inställd efter problem med marknadsansvariga företaget ISL | Turneringen inställd efter problem med marknadsansvariga företaget ISL | Turneringen inställd efter problem med marknadsansvariga företaget ISL |
| 2005 | Japan                 | São Paulo                                                              | 1 – 0                                                                  | Liverpool                                                              | Saprissa                                                               | 3 – 2                                                                  | Al-Ittihad                                                             |
| 2006 | Japan                 | Internacional                                                          | 1 – 0                                                                  | Barcelona                                                              | Al-Ahly                                                                | 2 – 1                                                                  | América                                                                |
| 2007 | Japan                 | AC Milan                                                               | 4 – 2                                                                  | Boca Juniors                                                           | Urawa Red Diamonds                                                     | 2 – 2 (4–2 str.)                                                       | Étoile du Sahel                                                        |
| 2008 | Japan                 | Manchester United                                                      | 1 – 0                                                                  | LDU Quito                                                              | Gamba Osaka                                                            | 1 – 0                                                                  | Pachuca                                                                |
| 2009 | Förenade arabemiraten | Barcelona                                                              | 2 – 1 (e.f.)                                                           | Estudiantes                                                            | Pohang Steelers                                                        | 1 – 1 (4–3 str.)                                                       | Atlante                                                                |
| 2010 | Förenade arabemiraten | Inter                                                                  | 3 – 0                                                                  | TP Mazembe                                                             | Internacional                                                          | 4 – 2                                                                  | Seongnam Ilhwa Chunma                                                  |
| 2011 | Japan                 | Barcelona                                                              | 4 – 0                                                                  | Santos                                                                 | Al-Sadd                                                                | 0 – 0 (5–3 str.)                                                       | Kashiwa Reysol                                                         |
| 2012 | Japan                 | Corinthians                                                            | 1 – 0                                                                  | Chelsea                                                                | Monterrey                                                              | 2 – 0                                                                  | Al-Ahly                                                                |
| 2013 | Marocko               | Bayern München                                                         | 2 – 0                                                                  | Raja Casablanca                                                        | Atlético Mineiro                                                       | 3 – 2                                                                  | Guangzhou Evergrande                                                   |
| 2014 | Marocko               | Real Madrid                                                            | 2 – 0                                                                  | San Lorenzo                                                            | Auckland City                                                          | 1 – 1 (4–2 str.)                                                       | Cruz Azul                                                              |
| 2015 | Japan                 | Barcelona                                                              | 3 – 0                                                                  | River Plate                                                            | Sanfrecce Hiroshima                                                    | 2 – 1                                                                  | Guangzhou Evergrande                                                   |
| 2016 | Japan                 | Real Madrid                                                            | 4 – 2 (e.f.)                                                           | Kashima Antlers                                                        | Atlético Nacional                                                      | 2 – 2 (4–3 str.)                                                       | América                                                                |
| 2017 | Förenade arabemiraten | Real Madrid                                                            | 1 – 0                                                                  | Grêmio                                                                 | Pachuca                                                                | 4 – 1                                                                  | Al Jazira                                                              |
| 2018 | Förenade arabemiraten | Real Madrid                                                            | 4 – 1                                                                  | Al Ain                                                                 | River Plate                                                            | 4 – 0                                                                  | Kashima Antlers                                                        |
| 2019 | Qatar                 | Liverpool                                                              | 1 – 0 (e.f.)                                                           | Flamengo                                                               | Monterrey                                                              | 2 – 2 (4–3 str.)                                                       | Al-Hilal                                                               |
| 2020 | Qatar                 | Bayern München                                                         | 1 – 0                                                                  | UANL                                                                   | Al Ahly                                                                | 0 – 0 (3–2 str.)                                                       | Palmeiras                                                              |
| 2021 | Förenade arabemiraten | Chelsea                                                                | 2 – 1 (e.f.)                                                           | Palmeiras                                                              | Al-Ahly                                                                | 4 – 0                                                                  | Al-Hilal                                                               |
| 2022 | Marocko               | Real Madrid                                                            | 5 – 3                                                                  | Al-Hilal                                                               | Flamengo                                                               | 4 – 2                                                                  | Al-Ahly                                                                |
| 2023 | Saudiarabien          | Manchester City                                                        | 4 – 0                                                                  | Fluminese                                                              | Al-Ahly                                                                | 4 – 2                                                                  | Urawa Red Diamonds                                                     |

## Statistik
| Klubb             | Titlar | Upplagor                     |
| ----------------- | ------ | ---------------------------- |
| Real Madrid       | 5      | 2014, 2016, 2017, 2018, 2022 |
| Barcelona         | 3      | 2009, 2011, 2015             |
| Corinthians       | 2      | 2000, 2012                   |
| Bayern München    | 2      | 2013, 2020                   |
| Liverpool         | 1      | 2019                         |
| Chelsea           | 1      | 2021                         |
| Internacional     | 1      | 2006                         |
| AC Milan          | 1      | 2007                         |
| São Paulo         | 1      | 2005                         |
| Inter             | 1      | 2010                         |
| Manchester United | 1      | 2008                         |
| Manchester City   | 1      | 2023                         |

| Nation/liga | Titlar | Klubbar | Upplagor                                       |
| ----------- | ------ | ------- | ---------------------------------------------- |
| Spanien     | 8      | 2       | 2009, 2011, 2014, 2015, 2016, 2017, 2018, 2022 |
| Brasilien   | 4      | 3       | 2000, 2005, 2006, 2012                         |
| England     | 4      | 4       | 2008, 2019, 2021, 2023                         |
| Italien     | 2      | 2       | 2007, 2010                                     |
| Tyskland    | 2      | 1       | 2013, 2020                                     |

| Konfederation         | Vinster | Klubbar | Nationer |
| --------------------- | ------- | ------- | -------- |
| Uefa (Europa)         | 16      | 9       | 4        |
| Conmebol (Sydamerika) | 4       | 3       | 1        |

### Fotnoter
1. 1 2 3 4  ”FIFA Council confirms key details for FIFA Club World Cup 2025™”. Fifa. 17 december 2023. https://www.fifa.com/fifaplus/en/tournaments/mens/fifa-club-world-cup/articles/fifa-council-confirms-key-details-club-world-cup-2025. Läst 30 april 2024.
2. ↑  Henri Nekmouche (11 december 2007). ”Inför VM 2007: Fakta om FIFA Club World Cup Japan 2007”. Svenska fans. http://www.svenskafans.com/italien/208570.aspx. Läst 20 december 2015.
3. ↑  ”Regulations for the FIFA Club World Cup 2022”. Fifa. 23 december 2022. https://digitalhub.fifa.com/m/cc55b7738d0beb6/original/Regulations-for-the-FIFA-Club-World-Cup-2022.pdf. Läst 30 april 2024.
4. ↑  ”FIFA Council votes for the introduction of a revamped FIFA Club World Cup” (på engelska). Fifa. https://inside.fifa.com/about-fifa/organisation/fifa-council/media-releases/fifa-council-votes-for-the-introduction-of-a-revamped-fifa-club-world-cup. Läst 30 april 2024.
5. ↑  ”Bureau of the FIFA Council decisions concerning impact of COVID-19” (på engelska). inside.fifa.com. Fifa. 18 mars 2020. https://inside.fifa.com/about-fifa/organisation/media-releases/bureau-of-the-fifa-council-decisions-concerning-impact-of-covid-19. Läst 30 april 2024.
6. ↑  ”FIFA World Cup 2022™ praised for its “unique cohesive power””. Fifa. 16 december 2022. https://inside.fifa.com/about-fifa/organisation/fifa-council/media-releases/fifa-world-cup-2022-tm-praised-for-its-unique-cohesive-power. Läst 30 april 2024.
7. ↑  ”FIFA Council approves international match calendars” (på engelska). inside.fifa.com. Fifa. 14 mars 2023. https://inside.fifa.com/about-fifa/organisation/fifa-council/media-releases/fifa-council-approves-international-match-calendars. Läst 30 april 2024.
8. ↑  ”FIFA Council appoints United States as host of new and expanded FIFA Club World Cup” (på engelska). inside.fifa.com. Fifa. 23 juni 2023. https://inside.fifa.com/about-fifa/organisation/fifa-council/media-releases/fifa-council-appoints-united-states-as-host-of-new-and-expanded-fifa-club-world-cup. Läst 30 april 2024.
9. ↑  ”Klart: Så spelas nya klubblags-VM”. fotbollskanalen. Fotbollskanalen. 30 april 2024. https://www.fotbollskanalen.se/klubblags-vm/klart-sa-spelas-nya-klubblags-vm-/. Läst 30 april 2024.